# Karl Arnau

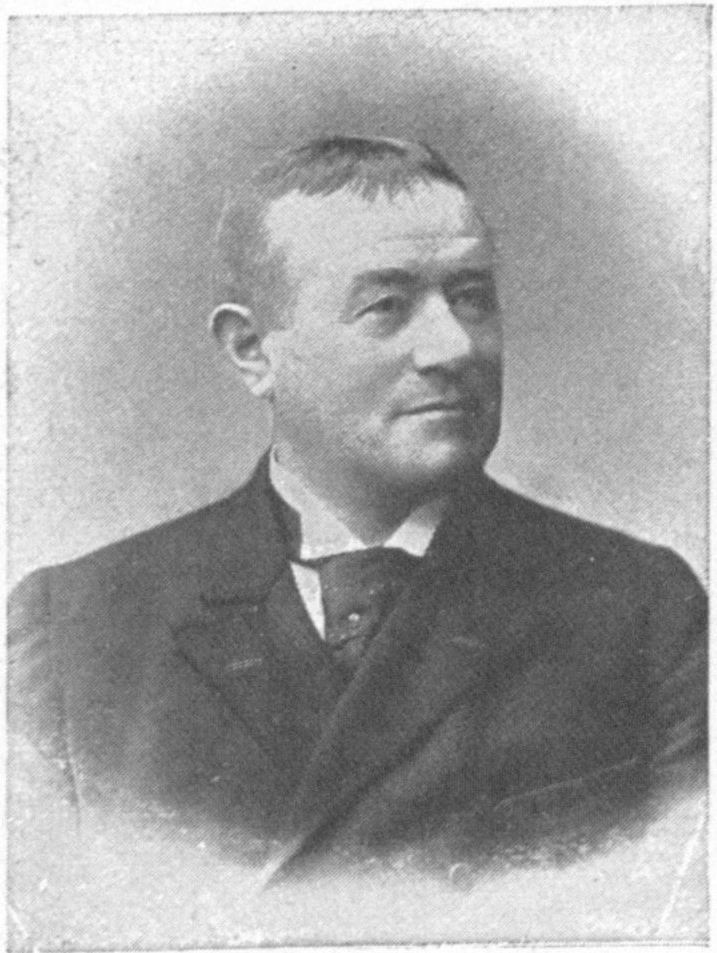
Karl Arnau

Karl Arnau, auch Carl Arnau (* 26. November 1842 oder 26. November 1843 als Jakob Feuer in Szobotist; † 4. November 1910 in Hall in Tirol) war ein ungarischer Schauspieler und Bildhauer.

## Leben
Arnau begann an der Kunstakademie in Wien Bildhauerei zu studieren. Er brach dieses Studium ohne Abschluss ab und wechselte zum Theater. Mit 20 Jahren konnte er am 4. September 1863 in Wien erfolgreich als „Ferdinand“ debütieren. Nach einem kurzen Gastspiel in Pressburg wurde er als Zweiter Liebhaber an das Theater nach Leipzig engagiert.
Im September 1870 trat Arnau am Deutschen Theater von Prag auf. Während dieser Zeit machte er die Bekanntschaft mit Heinrich Laube, der ihn im August 1872 an das Wiener Stadttheater holte.  Nach einem kurzen Engagement 1896 am Stadttheater von Hamburg wurde Arnau 1879 an das Hoftheater nach Wien verpflichtet, wo er bis 1897 Mitglied des Ensembles blieb. Mit Wirkung vom 1. Juni 1890 wurde er zum Wirkl. Kaiserl. Hofburgschauspieler ernannt.
Daneben betraute man Arnau auch mit einem Lehrauftrag an der Konservatorium der Gesellschaft der Musikfreunde. 1897 legte er alle Ämter nieder und gab seine Abschiedsvorstellung. Bis 1905 leitete er noch eine Art „Meisterklasse“ an einer privaten Theatervorbereitungsschule. Anschließend zog er sich ins Privatleben zurück und ließ sich in Innsbruck nieder. Drei Wochen vor seinem 67. Geburtstag am 4. November 1910 starb Karl Arnau und fand dort auch seine letzte Ruhestätte.
Seine Tochter Helene Arnau war eine Malerin.

## Rollen (Auswahl)
- Ferdinand – Kabale und Liebe (Friedrich Schiller)
- Lear – König Lear (William Shakespeare)
- Stauffacher – Wilhelm Tell (Friedrich Schiller)
- Klosterbruder – Nathan der Weise (Gotthold Ephraim Lessing)

## Schüler (Auswahl)
- Bernd Aldor
- Olga Gauby